# Rolf Rembe
Rolf Douglas Rembe, född 7 mars 1926 i Sövde, död 20 februari 2022 i Stockholm, var en svensk fackförbundsdirektör, teaterchef och författare.

## Biografi
Rolf Rembe studerade vid Lunds universitet och var under sin studietid förman för studentaftonsutskottet. År 1951 var han redaktör för tidningen Lundagård. Därpå följde arbete på tidningen Arbetaren och uppdrag för övervakningskommissionen i Korea. År 1956 blev han facklig ombudsman och senare förbundsdirektör för Teaterförbundet. Han var en av initiativtagarna till Konstnärliga och litterära yrkesutövares samarbetsnämnd (KLYS) och i två perioder generalsekreterare i International Federation of Actors. Åren 1977–1980 var Rembe chef för Malmö stadsteater och deltog i omstruktureringar av teatern, inte utan svårigheter, vilket han skildrar i boken Fan ska vara teaterchef (1985). Han skrev ytterligare böcker och medverkade även i Hasse och Tages film Picassos äventyr (1978). Rolf Rembe är begravd på Sövde kyrkogård.